# Marc-Antoine Brekiesz
 (août 2021).
Si vous disposez d'ouvrages ou d'articles de référence ou si vous connaissez des sites web de qualité traitant du thème abordé ici, merci de compléter l'article en donnant les références utiles à sa vérifiabilité et en les liant à la section « Notes et références ».
 (janvier 2024).
 (janvier 2024).
Marc-Antoine Brekiesz, né le 13 septembre 1984 à Compiègne (Oise), est un ancien basketteur professionnel au poste d'arrière. Il est adjoint à la mairie de Compiègne.

## Clubs
- 1988-1997 :  ES Noyon - Saint-Léger
- 1997-1999 :  Stade Compiégnois Basket Ball
- 1999-2000 :  Reims Champagne Basket
- 2000-2002 :  Élan Béarnais Pau-Orthez
- 2002-2005 :  Cercle olympique beauvaisien
- 2005-2006 :  Caen Basket Calvados
- 2006-2018 :  ASCC Margny Compiègne
- 2018-2021 :  ESC Tergnier
- 2021-2022 :  BB Noyonnais

## Palmarès
- 1997 : Champion de France UNSS Elite, Coupe de l'Oise
- 1998 : Coupe de l'Oise, Coupe de Picardie
- 1999 : Champion de France UNSS Elite, Vice-champion de France TIL, 3e place du championnat de France U15 Elite - Minimes, Coupe de Picardie
- 2001 : Champion de France Espoirs, Vice-champion de France U18 Cadets, Supercoupe du Sud-Ouest
- 2002 : Champion de France Espoirs, Vice-champion de France U18 Cadets
- 2004 : 3e place du championnat de France Espoirs proB
- 2009 : Champion de Picardie, Coupe de l'Oise
- 2013 : Vice-champion de France FSCF
- 2016 : Champion de Picardie
- 2020 : Champion de Picardie
- 2021 : 5e place aux Mondiaux WCG
- 2023 : 5e place aux Europe ECG

## Sélections
29 sélections en équipe nationale : 11 sélections en équipe nationale cadets (1983 et moins) et 18 sélections en équipe nationale junior (1984 et moins).

## Post carrière
Après sa carrière sportive, il est devenu chef d'entreprise.
Il a fondé un club de basket 3x3 à Compiègne et créé la première section sport études de France dans ce sport.
Il est conseiller municipal de Compiègne depuis 2014 et adjoint au maire depuis 2020.
Président des Centristes de l'Oise, il en est également le Secrétaire national en charge de la jeunesse et des sports. Il se présente comme candidat à l'élection législative dans la sixième circonscription de l'Oise en 2022 sous cette bannière.